# Ruth Schröck
Ruth Antonie Klara Schröck (geb. 7. Juli 1931 in Berlin, gest. 30. Dezember 2023 in Edinburgh/Schottland) war eine deutsche Krankenschwester, „Registered General Nurse“ (RGN) und Fachkrankenschwester für Psychiatrie (MHN-CS), Pflegewissenschaftlerin / -forscherin und Berufsreformerin.

## Zusammenfassung
Sie folgte ab 1987 dem Ruf als erste Professorin für Pflege und Sozialwissenschaften in der Bundesrepublik Deutschland an die damalige Fachhochschule Osnabrück, obwohl sie, im englischsprachigen Raum und in ihrem Arbeitsfeld, bereits durch ihre Lehr-, Forschungs- und publizistische Tätigkeit an den Universitäten von Edinburgh und Abertay als anerkannte Wissenschaftlerin hervorgetreten war, um die Pflegewissenschaft und Akademisierung der Pflege in Deutschland, gegen alle damals bestehenden Widerstände und Schwierigkeiten, grundlegend aufzubauen.
Sie wechselte nach ihrer Emeritierung an das Department für Pflegewissenschaft der Universität Witten/Herdecke, wo sie noch bis zu ihrem 75. Lebensjahr lehrte, Promotionskolloquien abhielt und Gutachterin für zahlreiche Promotionen war.
Ruth Schröck ist in ihrem Lebenswerk, im englisch- wie im deutschsprachigen Kulturraum, nicht nur eine Zeitzeugin, sondern gilt als eine der bedeutendsten Pionierinnen und Reformerinnen ihres Berufes in der Geschichte der Pflege, die stets betonte, dass die Wissenschaft und Forschung immer der Weiterentwicklung der beruflichen Praxis zu dienen habe und ohne eine Rückbindung an die Geschichte des Berufes und einer kontinuierlichen ethischen Reflexion in allen Bereichen und auf allen Ebenen die Bedeutung, die Pflege für das Gesundheitswesen und die Gesellschaft haben sollte, nicht erfüllt könne.

## Leben und Wirken
Die Herkunftsfamilie von Ruth Schröck war noch im Jahr 1956 gespalten. Die Mutter hatte einen Besitz im heutigen Südwesten von Polen, wo ein Teil der Familie lebte, während Ruth Schröck und ihre Schwester in Berlin lebten. In den Jahren zwischen 1949 und 1945 studierte Ruth Schröck Philosophie, Sport und Biologie an der Freien Universität Berlin. Zwischen 1952 und 1955 arbeitete sie als Lehrerin für Biologie, Chemie, Mathematik und Sport an der Herz Jesu Schule in Berlin. Anschließend absolvierte sie in Bristol eine Ausbildung zur Krankenschwester sowie psychiatrischen Krankenschwester und arbeitete danach bis 1963 daselbst als Stationsschwester. Es folgte ein pflegewissenschaftliches, philosophisches und sozialwissenschaftliches Studium an der Universität Edinburgh. Nach dem Master of Arts 1981 promovierte sie bei Annie Altschul an der Universität von Edinburgh zum PhD.
Es folgten Lehr- und Forschungstätigkeiten an den schottischen Universitäten Edinburgh und Abertay, zuletzt als Professorin für Pflege und Leiterin des Fachbereiches Gesundheit und Pflege am Queen Margaret University College Edinburgh. 1987 wurde Ruth Schröck als erste Professorin für Pflege und Sozialwissenschaften in der Bundesrepublik Deutschland an die Fachhochschule Osnabrück berufen. Es gelang ihr Anfang der 1990er Jahre in Zusammenarbeit mit Manfred Semrau, Doris Schiemann und Martin Moers zwei Diplomstudiengänge in Pflegemanagement und Pflegewissenschaft aufzubauen und ein Internationales Symposium Pflegewissenschaft zu etablieren, das in Kooperation mit der Universität Osnabrück im Zwei-Jahres-Rhythmus veranstaltet wurde und große Resonanz im gesamten deutschsprachigen Raum fand. Während ihres Wirkens als Osnabrücker Professorin trug sie außerdem maßgeblich zu den beiden Denkschriften "Pflege braucht Eliten" und "Pflegewissenschaft" der Robert-Bosch-Stiftung" bei. Emeritiert wurde sie 1996.
1997 erfolgte ein Ruf an die Universität Witten/Herdecke auf den ersten universitären Lehrstuhl für Pflegewissenschaft. An der Universität Witten/Herdecke baute Schröck auch das erste deutsche Postgraduiertenprogramm auf (gefördert durch die Robert Bosch Stiftung). Sie leitete dieses Programm noch nach ihrer Emeritierung bis zum Jahr 2006. Im Jahr 2006 zog sie sich von dieser Funktion zurück und übergab das Amt an Wilfried Schnepp (1957–2020).
Ruth Schröck hatte eine wichtige Rolle bei der Akademisierung der Pflege in Deutschland. Ihr Interesse galt vor allem wissenschaftstheoretischen und pflegegeschichtlichen Fragestellungen. Inspirationen hierzu holte sich unter anderem an der Schwesternschule der Universität Heidelberg bei Erika von Amann. Gemeinsam mit den Pflegewissenschaftlerinnen Hilde Steppe, Inge Vollstedt, Gerda Kaufmann und Marianne Arndt gehörte sie zu den Gründungsmitgliedern des Deutschen Vereins für Pflegewissenschaft (heute: Deutsche Gesellschaft für Pflegewissenschaft). Beim „Ersten Internationalen Pflegetheorien-Kongress“ 1997 in Nürnberg hielt Roth Schröck den Eröffnungsvortrag, in dem sie sich unter der Überschrift „Des Kaisers neue Kleider“ mit der Bedeutung von Pflegetheorien auseinandersetzte.
Ruth Schröck wirkte beim „European Network for Doctoral Nursing Programmes“ der University of Surrey mit. Daneben war sie Mitglied in zahlreichen Ausschüssen und Kommissionen. Ihren Altersruhesitz bezog Ruth Schröck in Edinburgh, Schottland. Bis ins hohe Lebensalter verfolgte sie die Kunst- und Kulturszene in dieser Stadt. Im Sommer besuchte sie die Veranstaltungen des „Fring Festivals“. Schröck war stets für die lukullischen Genüsse zu haben. Sie war Mitglied der „Scotch Malt Whisky Society“.
Ruth Schröck ist nach einem erfüllten und ereignisreichen Leben am Abend des 30. Dezembers 2023 im Alter von 92 Jahren in Edinburgh, Schottland, verstorben.

### Geleitwort 30 Jahre DGP
Am 17. Juni 2019 wurde anlässlich des dreißigsten Jahrestages der Deutschen Gesellschaft für Pflegewissenschaft (=DGP) ein Symposium in Berlin abgehalten. Ruth Schröck reiste aus Schottland an und sprach in ihrer Heimatstadt das Geleitwort zu diesem Symposium. Sie verwies dabei auf die Arbeit der Gründungsgeneration der DGP, von denen etliche zu den Weggefährten von Ruth Schröck gehören.

## Ehrungen
- 1998: Ehrendoktorat (Doctor of Letters) der Universität Glamorgan.
- 2001: Trägerin des Pflegepreises des Deutschen Pflegerates (Erste Trägerin war Antje Grauhan)
- 2005: Ehrendoktorat („Doctor of Science in Social Science“) der Universität Edinburgh
- 2006: Medaille der Robert-Bosch-Stiftung
- 2007: Ehrendoktorat der Universität Witten-Herdecke
- 2011: Agnes-Karll-Medaille des DBfK
- 2017: Bundesverdienstkreuz 1. Klasse des Verdienstordens der Bundesrepublik Deutschland gemäß Verleihungsurkunde Berlin vom 14. August 2017 (überreicht durch Generalkonsul Jens-Peter Voss im Rahmen der Feierlichkeiten zum Tag der Deutschen Einheit am 3. Oktober 2017 in Edinburgh, Schottland)[20][21]
- 2025: Band 11 des „Biographischen Lexikons zur Pflegegeschichte. Who was who in nursing history“ (Herausgeber Hubert Kolling) erscheint in memoriam Ruth Schröck[2]

Daneben ist Ruth Schröck Ehrenmitglied (Fellow) der Nursing Studies Association of the University of Edinburgh, des Deutschen Berufsverbandes für Pflegeberufe (DBfK) sowie Ehrenmitglied der Deutschen Gesellschaft für Pflegewissenschaft (DGP e.V.).

## Schriften (Auswahl)
- Entwicklung und Perspektiven der Pflegeforschung. In: Monika Krohwinkel (Hrsg.): Der pflegerische Beitrag zur Gesundheit in Forschung und Praxis. Schriftenreihe des Bundesministeriums für Gesundheit, Band 12, Baden-Baden 1992
- zusammen mit Manfred Haubrock: Der Einsatz von Berufsrückkehrerinnen: ein Element kreativer Personalplanung. Dokumentation einer Fachtagung des Bundesministeriums für Frauen und Jugend am 13. und 14. Oktober 1992 in Bonn, Köln 1993
- Wissen und Verantwortung – Gedanken zu politischen Aufgaben der psychiatrischen Pflege. In: Hilde Schädle-Deininger (Hrsg.): Pflege, Pflege-Not, Pflege-Not-Stand. Entwicklungen psychiatrischer Pflege, Mabuse-Verlag Frankfurt am Main 1994, ISBN 3-925499-99-7, S. 59–68.
- zusammen mit Gabriele M. Borsi: Pflegemanagement im Wandel. Perspektiven und Kontroversen. Berlin, Heidelberg, New York u. a. 1995, ISBN 3-540-58642-3.
- Bedeutung der Pflegetheorien für die Entwicklung der Pflegewissenschaft in Deutschland. In: Psychiatrische Pflege. 3/1997, S. 167–174.
- Des Kaisers neue Kleider? Bedeutung der Pflegetheorien für die Entwicklung der Pflegewissenschaft in Deutschland. In: Dr. med. Mabuse Jahrgang 22, 1997
- als Herausgeberin zusammen mit Elisabeth Drerup: Pflegetheorien in Praxis, Forschung und Lehre. Materialien zur Pflegewissenschaft (Band 1), Freiburg im Breisgau 1997, ISBN 3-7841-0940-3.
- zusammen mit Elisabeth Drerup: Perspektiven der Pflegeforschung zum Thema „Schmerz“. 3. Band der Materialien zur Pflegewissenschaft, Freiburg 1998, ISBN 3-7841-1122-X.
- als Herausgeberin zusammen mit Elisabeth Drerup: Bangen und Hoffen. Beiträge der Pflegeforschung zu existentiellen Erfahrungen kranker Menschen und ihrer Angehörigen. Freiburg im Breisgau 2001, ISBN 3-7841-1334-6.
- als Herausgeberin zusammen mit Elisabeth Drerup: Der informierte Patient. Beraten, Bilden, Anleiten als pflegerisches Handlungsfeld. Materialien zur Pflegewissenschaft (Band 4), Freiburg im Breisgau 2002, ISBN 3-7841-1434-2.
- Ehrlich gesagt glaube ich, das ist wirklich nur möglich, wenn einem die Sachen (..) am Herzen liegt. In: Ingeborg Löser-Priester (2021): Pflegepioniereinnen in Deutschland. Zur Entwicklung der Pflegewissenschaft. Frankfurt am Main: Mabuse: 108–136 Inhaltsverzeichnis

## Anekdotisches
- Ruth Schröck besitzt einen feinen Sinn für Humor. Bei einem ihrer zahlreichen Besuche der Schwesternschule der Universität Heidelberg hielt sie einen Vortrag im Hörsaal der neu erbauten „Kopfklinik“. Ruth Schröck meinte im Anschluss, dass sie nun auch gerne noch die „Fußklinik“ sehen möchte.
- Nach dem Tod ihrer langjährigen Kollegin und Lebensgefährtin, gab sie auf die Nachfrage eines Ratsuchenden, der zeitgleich einen schweren Verlust erlebt hatte, welche Bedeutung das Leben jetzt noch haben könne, zur Antwort, dass wir das Leben zu feiern hätte, bis es zu Ende gehen würde. Dies sei unsere Bestimmung.

## Belege
1. ↑  Nachruf auf Prof. Dr. Dr. h.c. mult. Ruth Schröck. MedEcon Ruhr, 4. Januar 2024, abgerufen am 5. Januar 2024 (deutsch).
2. 1 2 3 4 5  Hubert Kolling (2025): Schröck, Ruth (1931–2023). In: Hubert Kolling (Hrsg.)(2025): Biographisches Lexikon zur Pflegegeschichte „Who was who in Nursing history“. Band 11. Hungen: hpsmedia: 220–227
3. 1 2 3  Sabine Bartholomeyczik: Über die Anfänge der DGP: Die Gründung des Deutschen Vereins zur Förderung von Pflegewissenschaft und -forschung (DVP) vor 30 Jahren. In: Pflege&Gesellschaft. Zeitschrift für Pflegewissenschaft, 24. Jg., H1, 2019, Schwerpunktheft: Dreißig Jahre Deutsche Gesellschaft für Pflegewissenschaft e.V. (DGP), Beltz Juventa, Weinheim, S. 13.
4. 1 2  Digitalisat
5. ↑  Annie Altschul entstammte einer sozialdemokratisch jüdischen Familie in Wien. Nach dem Anschluss Österreichs an das Deutsche Reich im Jahr 1938 gelang ihr in letzter Minute die Flucht nach London. Im Zweiten Weltkrieg pflegte sie in London psychisch erkrankte traumatisierte Soldaten. Dies war ein Schlüsselerlebnis ihres Berufsweges. Sie absolvierte deshalb später eine Weiterbildung in psychiatrischer Pflege. 1984 wurde sie Professorin für Pflegewissenschaft in Edinburgh. Ihr Buch »Psychiatrische Pflege« wurde auch ins Deutsche übersetzt. In einer von ihr durchgeführten klinischen Studie in der psychiatrischen Pflegeforschung kam sie zu dem Ergebnis, dass Beziehungen zwischen Pflegenden und Patienten erst durch nicht routinemäßige Interaktionen zustande kommen. Diese Studie zählt zu den Klassikern psychiatrischer Pflegeforschung. (Kurzfassung der Biographie Annie Altschul (1919–2001), geschrieben von Horst-Peter Wolff, in: Horst-Peter Wolff (Hrsg.): Biographisches Lexikon zur Pflegegeschichte „Who was who in nursing history“, Band 3, Elsevier GmbH München 2004, S. 11+12.)
6. ↑  Hochschule Osnabrück (5. Januar 2024): „Die Pflege kann überall anknüpfen“. Hochschule Osnabrück trauert um Professorin Dr. Ruth Schröck Digitalisat
7. ↑  pflegebildung (3. Januar 2025): Episode 92: Wegbereiterinnen persönlich (4) – Professorin Dr. Christel Bienstein im Gespräch mit Roland Brühe (53:26 Min.). Zu Ruth Schröck: Min. 22:20 f. Christel Bienstein und Roland Brühe im Gespräch
8. ↑  Pflege braucht Eliten. Denkschrift zur Hochschulausbildung für Lehr- und Leitungskräfte in der Pflege. In: Robert Bosch Stiftung (Hrsg.): Gesundheitspflege. Sonderdruck aus Beisträge zur Gesundheitsökonomie. Nr. 28. Bleicher, Gerlingen 1992, ISBN 3-88350-588-9.
9. ↑  Pflegewissenschaft. Denkschrift:  Grundlegung für Lehre, Forschung und Praxis. In: Robert Bosch Stiftung (Hrsg.): Materialien und Berichte. Band 46. Bleicher, Gerlingen 1996, ISBN 3-922934-50-1.
10. ↑  Interview mit Ruth Schröck anlässlich der 20-Jahre-Feier des  Departements für Pflegewissenschaft der Universität Witten-Herdecke (ab 0:02:21) auf YouTube
11. ↑  Deutsche Gesellschaft für Pflegewissenschaft (9. Januar 2024): Nachruf Ruth Schröck Digitalisat
12. ↑  Christine Auer: Geschichte der Pflegeberufe als Fach. Die Curricular-Entwicklung in der pflegerischen Aus- und Weiterbildung. Dissertation Institut für Geschichte und Ethik der Medizin, Ruprecht-Karls-Universität Heidelberg, Doktorvater Wolfgang U. Eckart, Heidelberg Eigenverlag 2008, S. 26, 28+33. Zusammenfassung/Summary: Geschichte Pflegeberufe als Fach
13. ↑  Ruth Schröck: Pflegewissenschaft – Illusion oder Realität?, in: Fortbildungstagung anläßlich des Ausscheidens von Frau Antje Grauhan aus dem aktiven Berufsleben, Akademisierung der Pflege, 20. April 1990, Eigenverlag USH, S. 8–17; vorhanden in: Schwesternschule der Universität Heidelberg, Nachlass Universitätsarchiv Heidelberg, Acc 43/08, Nachlass bearbeitet von Christine R. Auer; dto. vorhanden Hilde Steppe Dokumentationsstelle Bibliothek Fachhochschule Frankfurt am Main.
14. ↑  Erika von Amann: Artikel in Marjorie-Wiki
15. ↑  Nachlass Hilde Steppe, Hilde Steppe Dokumentationsstelle Bibliothek FH Frankfurt am Main, Sign. O25 Sektion Hist. Pflegeforschung Deutscher Verein Pflegewissenschaft, O165-1 Schriftwechsel Ruth Schröck mit Hilde Steppe, Nachlass bearbeitet von Walburga Haas.
16. ↑  Inge Vollstedt, Rhein-Neckar-Wiki
17. ↑  Simone Moses: Akademisierung der Pflege in Deutschland. Studienreihe der Robert Bosch Stiftung, Huber Verlag Bern 2015, S. 66+68
18. ↑  Christine R. Auer: Pathodizee. Dedicated to Zvi Lothane, Pirna 2011, Eigenverlag Heidelberg 2012, zu Ruth Schröck als erster Vorsitzender S. 15–17, ISBN 978-3-00-037252-0.
19. ↑  DGP feiert Ihren 30. Geburtstag in Berlin, abgerufen am 2. Juni 2019, Weblink inzwischen archiviert.
20. ↑  Ruth Schröck mit Bundesverdienstkreuz ausgezeichnet. In: bibliomed-pflege.de, 13. Oktober 2017.
21. ↑  Deutsche Gesellschaft für Pflegewissenschaft: Bundesverdienstkreuz für Ruth Schröck, abgerufen am 1. November 2017.

| Personendaten    | Personendaten                                          |
| ---------------- | ------------------------------------------------------ |
| NAME             | Schröck, Ruth                                          |
| ALTERNATIVNAMEN  | Schröck, Ruth Antonie Klara (vollständiger Name)       |
| KURZBESCHREIBUNG | deutsche Pflegewissenschaftlerin und Hochschullehrerin |
| GEBURTSDATUM     | 7. Juli 1931                                           |
| GEBURTSORT       | Berlin                                                 |
| STERBEDATUM      | 30. Dezember 2023                                      |
| STERBEORT        | Edinburgh, Schottland                                  |